# Marcia Caldas de Castro
Marcia Castro é uma cientista e professora brasileira. É doutora em demografia e professora associada da Harvard School of Public Health e Harvard University Center for the Environment, membro do SEDAC e do Centro de Análise Geográfica (CGA).

## Biografia
Formou-se em estatística na Universidade do Estado do Rio de Janeiro em 1986 Vem estudando malária desde 1999 e pesquisou a identificação de riscos sociais, biológicos e ambientais associados a doenças transmitidas por vetores nos trópicos; determinantes de modelagem das estratégias de transmissão e controle da malária na fronteira amazônica brasileira  É a primeira mulher brasileira a ocupar o cargo de professora da Universidade Harvard.